# GnuTLS
GnuTLS(GNU Transport Layer Security Library)는 TLS, SSL 및 DTLS 프로토콜의 자유 소프트웨어 구현체이다. X.509, PKCS #12, OpenPGP 및 기타 구조에 접근하기 위한 인터페이스뿐만 아니라 네트워크 전송 계층을 통한 보안 통신을 가능하게 하는 애플리케이션용 API를 제공한다. 

## 기능
GnuTLS는 클라이언트 애플리케이션이 사용 가능한 프로토콜을 사용하여 보안 세션을 시작할 수 있도록 하는 라이브러리로 구성된다. 또한 X.509 인증서 관리자, 테스트 클라이언트 및 서버, 임의 키 및 비밀번호 생성기를 포함한 명령줄 도구도 제공한다. 
GnuTLS에는 다음과 같은 기능이 있다.
- TLS 1.3, TLS 1.2, TLS 1.1, TLS 1.0 및 SSL 3.0 프로토콜
- 데이터그램 TLS(DTLS) 1.2 및 DTLS 1.0, 프로토콜
- TLS-SRP: TLS 인증을 위한 보안 원격 비밀번호 프로토콜(SRP)
- TLS-PSK: TLS 인증을 위한 사전 공유 키(PSK)
- X.509 및 OpenPGP 인증서[4] 처리
- CPU 지원 암호화 및 암호화 가속기 지원(/dev/crypto), VIA PadLock 및 AES-NI 명령어 세트[5]
- 스마트 카드 및 하드웨어 보안 모듈 지원
- 시스템의 TPM(신뢰할 수 있는 플랫폼 모듈)에 암호화 키 저장